# (35065) 1988 SU1
1988 SU1 (asteroide 35065) é um asteroide da cintura principal. Possui uma excentricidade de 0.04174520 e uma inclinação de 11.51071º.
Este asteroide foi descoberto no dia 16 de setembro de 1988 por Schelte J. Bus em Cerro Tololo.